# Happy Ending (EP)
Happy Ending là mini album đầu tiên của nhóm nhạc nữ Hàn Quốc DIA, được phát hành vào ngày 13 tháng 6 năm 2016 bởi MBK Entertainment.

## Danh sách bài hát
| Happy Ending Tracklist | Happy Ending Tracklist                     | Happy Ending Tracklist                    | Happy Ending Tracklist       | Happy Ending Tracklist       | Happy Ending Tracklist |
| STT                    | Nhan đề                                    | Phổ lời                                   | Phổ nhạc                     | Arrangement                  | Thời lượng             |
| ---------------------- | ------------------------------------------ | ----------------------------------------- | ---------------------------- | ---------------------------- | ---------------------- |
| 1.                     | "Happy Ending"                             | Iggy (오레오), Seo Young-bae, Ki Hee-hyun | Iggy (오레오), Seo Young-bae | Iggy (오레오), Seo Young-bae | 3:18                   |
| 2.                     | "On The Road" (그 길에서)                  | Iggy (오레오), Seo Young-bae, Ki Hee-hyun | Iggy (오레오), Seo Young-bae | Iggy (오레오), Seo Young-bae | 3:22                   |
| 3.                     | "The Trainee" (연습생)                     | DIA                                       | Ahn Young-min                | Ahn Young-min                | 4:16                   |
| 4.                     | "Waiting For You" (널 기다려; Yebin solo)  | Baek Ye-bin                               | Baek Ye-bin                  | Ahn Young-min                | 3:03                   |
| 5.                     | "Remember" (기억할게요; Eunchae solo)      | Eunchae                                   | Baek Ye-bin, Ki Hee-hyun     | Ahn Young-min                | 2:41                   |
| 6.                     | "Waiting For You" (널 기다려; DIA Version) | Baek Ye-bin, Ki Hee-hyun                  | Baek Ye-bin                  | Ahn Young-min                | 3:22                   |
| 7.                     | "On The Road (Inst.)" (그 길에서 (Inst.))  | —                                         | Iggy (오레오), Seo Young-bae | Iggy (오레오), Seo Young-bae | 3:22                   |

## Lịch sử phát hành
| Region    | Date                     | Format           | Label                            |
| --------- | ------------------------ | ---------------- | -------------------------------- |
| Worldwide | ngày 14 tháng 6 năm 2016 | Digital download | MBK Entertainment                |
| Hàn Quốc  | ngày 14 tháng 6 năm 2016 | Digital download | MBK Entertainment                |
| Hàn Quốc  | ngày 14 tháng 6 năm 2016 | CD               | MBK Entertainment, Interpark INT |